# هينريتا فاركاشوفا

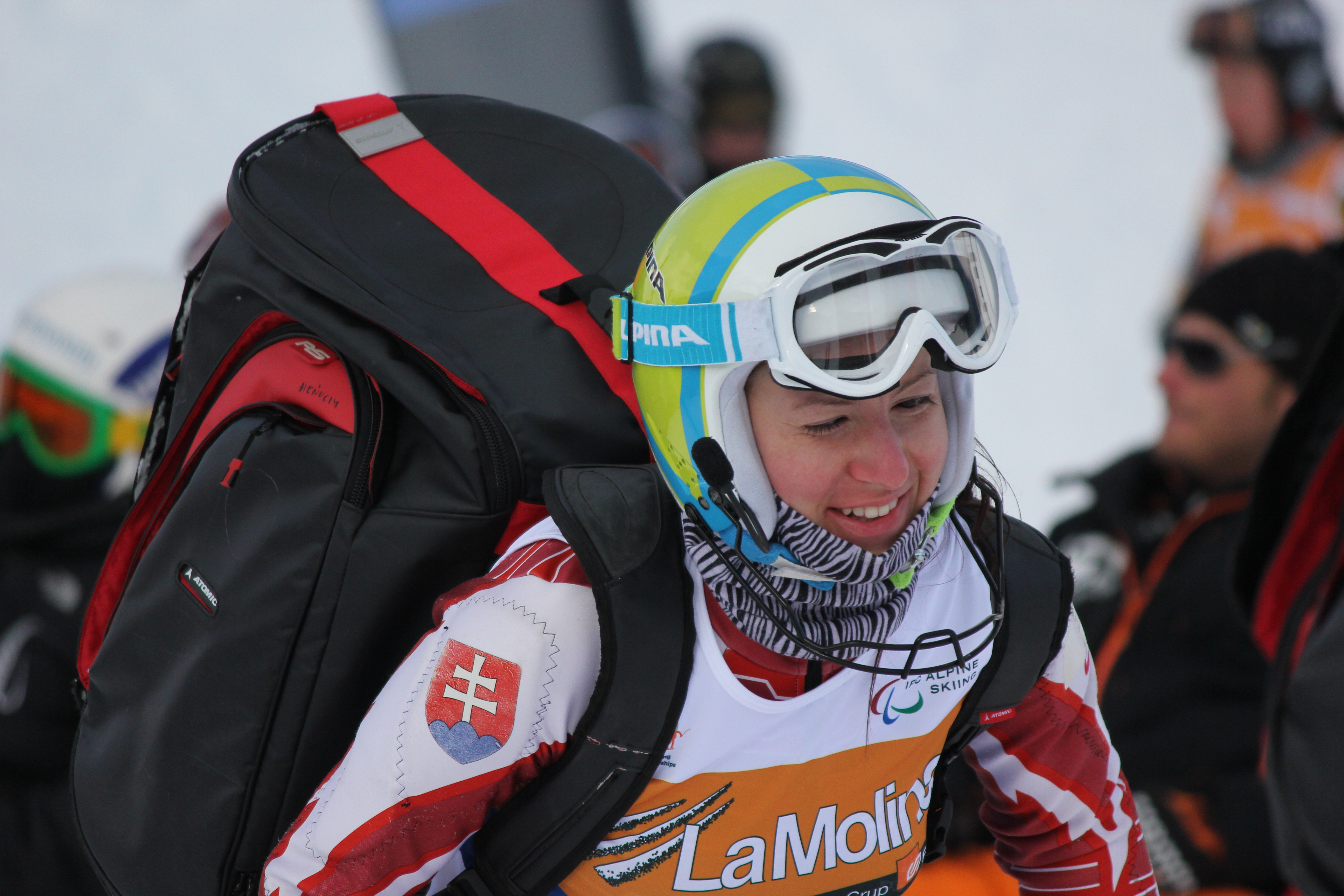
هينريتا فاركاشوفا

هينريتا فاركاشوفا (وُلدت في 23 مايو 1986) هي بطلة تزلج على المنحدرات الثلجية من سلوفاكيا. فازت فاركاشوفا في الألعاب الباراليمبية في التصنيف B3 خمس مرات.
ترفع فاركاشوفا شعار: «لا شيء مستحيل».
فازت فاركاشوفا بثلاث ميداليات ذهبية في الألعاب الباراليمبية الشتوية 2010 التي أقيمت في ويسلر كريكسايد في كندا في التزلج المتعرج العملاق للسيدات، وسوبر التزلج الملخط للسيدات، وسوبر جي للسيدات من متحدي الإعاقة البصرية. كما فازت بميدالية فضية في داونهيل للسيدات من متحدي الإعاقة البصرية. 
كما فازت شارباكوفا بميدالية ذهبية سادسة في داونهيل للسيدات من متحدي الإعاقة البصرية في الألعاب الباراليمبية الشتوية 2018.
قائدتها في التزلج هي ناتاليا شوبرتوفا.

## روابط خارجية
- هينريتا فاركاشوفا على موقع Paralympic.org (الإنجليزية)
- هينريتا فاركاشوفا على موقع IPC.InfostradaSports.com (مؤرشف) (الإنجليزية)